# Dubeyiella
Dubeyiella is een geslacht van vliesvleugeligen uit de familie Eulophidae. De wetenschappelijke naam van dit geslacht is voor het eerst geldig gepubliceerd in 2005 door Khan, Agnohitri & Sushil.

## Soorten
Het geslacht Dubeyiella is monotypisch en omvat slechts de volgende soort:
- Dubeyiella indica Khan, Agnohitri & Sushil, 2005